# Osterather Windmühle
Die Osterather Windmühle ist eine stillgelegte Holländerwindmühle im Meerbuscher Stadtteil Osterath, am westlichen Ortsausgang an der Straße Richtung Willich.

## Geschichte

### Bau und Betrieb
Eine Bockmühle an dieser Stelle ist im Krieg zwischen Geldern und Kleve 1359 abgebrannt. Sie wurde wieder aufgebaut und arbeitete mit gutem Erlös für die örtliche Kirchengemeinde der Kirchspiele Willich und Osterath. Am 28. September 1882 ist der Ständer gebrochen. Die Mühle wurde 1883 von der örtlichen Kirchengemeinde als Ersatz für eine sehr viel ältere Bockwindmühle (bereits im 14. Jahrhundert erwähnt) am selben Standort erbaut, die der Kirche stets gute Pachteinnahmen beschert hatte. Sie war damit die letzte im Kreis Neuss erbaute klassische Windmühle. Eigentlich waren Windmühlen zu diesem Zeitpunkt bereits nicht mehr zeitgemäß; es setzten sich gerade die flexibler einsetzbaren Dampfmühlen durch. Auch in Osterath wurde fast zeitgleich zur neuen Windmühle eine solche Dampfmühle erbaut. Der Kirchenvorstand als Erbauer hielt aber an der Windkraft fest, mit dem Argument, dass diese kostenlos zur Verfügung stände. Da sich der Kirchenvorstand dem Fortschritt nicht verschließen wollte, erhielt die Windmühle eine Dampfmaschine als Hilfsantrieb für windarme Zeiten, um sie für Pächter attraktiver zu machen. Dennoch stellte sich die Entscheidung für die Windkraft im Nachhinein als wenig glücklich heraus, denn nach nur fünf Betriebsjahren brach der Kopf mit den Flügeln ab und wurde mangels Wirtschaftlichkeit nicht wieder instand gesetzt. Der neue Pfarrer Groß erklärte 1891 die Mühle zur Fehlinvestition und empfahl deren Verkauf. Nach langem Hin und Her stimmte der Osterather Pfarrgemeindevorstand am 7. Juli 1893 endlich zu. Danach wurde die Mühle ausschließlich mit Dampfkraft angetrieben, bevor der Betrieb 1918 ganz eingestellt wurde.

### Nachfolgenutzung als Künstlerwerkstatt
Im Jahr 1955 erwarb der Künstler Will Brüll die Mühle, restaurierte sie zwischen 1962 und 1966 und richtete sie als Wohnhaus und Werkstatt ein. Der Künstler bewohnte die Mühle bis zu seinem Tode (2019). Im Garten rund um die Mühle sind einige Skulpturen des Künstlers aufgestellt.